# Ni Aurigae
Ni Aurigae o Nu Aurigae (ν Aur / 32 Aurigae / HD 39003) es una estrella en la constelación de Auriga de magnitud aparente +3,97. Se encuentra a 215 años luz de distancia del sistema solar.
Ni Aurigae es una gigante amarillo-naranja de tipo espectral G9.5III (también clasificada como K0III) con una temperatura superficial de 4550 K. Es una de las muchas estrellas que, con temperatura y luminosidad similares, fusionan helio en su núcleo. Su luminosidad es 163 veces mayor que la del Sol y, como gigante que es, tiene un radio 20 veces más grande que el radio solar. Comenzó su vida hace unos 400 millones de años como una estrella de tipo B8 para, 350 millones de años después, agotado el hidrógeno en su interior, abandonar la secuencia principal.
Ni Aurigae tiene una acompañante visual de magnitud +11,40 a 55 segundos de arco. Considerada una compañera óptica sin relación real con Ni Aurigae, tienen sin embargo un movimiento común a través del espacio. Si realmente están físicamente relacionadas, la distancia entre ambas sería de al menos 3700 UA, siendo en ese caso la acompañante una enana naranja de tipo K6.